# Bill Scanlon
William Neil „Bill“ Scanlon (* 13. November 1956 in Dallas, Texas; † 1. Juni 2021 in Park City, Utah) war ein US-amerikanischer Tennisspieler.

## Karriere
Bill Scanlon wurde von Fachleuten schon früh als großes Tennistalent angesehen. 1976 begann er seine Profikarriere. Besonders auf Hartplätzen konnte er sich behaupten, während langsamere Beläge, wie z. B. Sand, seinem Spiel nicht entgegenkamen. 1977 stand er in fünf Finals der Profi-Tour. In zwei Einzelfinals wurde er besiegt, ebenso wie in zwei der erreichten Doppelfinals. Scanlon gelang sein erster Finalsieg beim  Doppelturnier in Brisbane auf Rasen. Zusammen mit Vitas Gerulaitis schlug er das australische Doppel Mal Anderson/Ken Rosewall mit 7:6 und 6:4.
1978 gewann Scanlon sein erstes Einzelturnier, als er mit einem glatten 6:2 und 6:0 gegen seinen Landsmann Peter Fleming in Maui gewann. Ein Jahr später konnte Scanlon den Titel verteidigen, wieder gegen Fleming, den er diesmal mit 6:1 und 6:1 schlug. 1981 folgten drei weitere Turniersiege. Im Januar gewann er das Hartplatzturnier von Auckland, in einem dramatischen 5-Satz-Spiel mit 6:7, 6:3, 3:6, 7:6 und 6:0 gegen Tim Wilkison. In Bangkok besiegte Scanlon im November den Schweden Mats Wilander im Finale mit 6:2 und 6:3. Dazu kam ein Titel in Salisbury. Im März 1982 kam ein weiterer Turniersieg hinzu. In Zürich schlug er seinen ehemaligen Doppelpartner Gerulaitis mit 7:5, 7:6, 1:6, 0:6 und 6:4.
1983 schaffte Scanlon einen Rekord aufzustellen. Er war bis August 2013 der einzige Mann, dem ein Golden Set gelang, ein Satzgewinn ohne Punktverlust. Dies gelang ihm am 22. Februar 1983 in Delray Beach, als er in der ersten Runde den Brasilianer Marcos Hocevar mit 6:2 und 6:0 bezwang. Erst 2013 schaffte es mit dem Deutschen Julian Reister ein weiterer männlicher Spieler. 1984 war er mit Platz 9 am höchsten in der Weltrangliste platziert.
Nach einer Knieverletzung musste Bill Scanlon 1985 für fünf Monate pausieren. Nach seinem Comeback schaffte er zwei weitere Turniersiege. 1986 gewann er mit einem 7:5 und 6:4 gegen Tim Wilkison die Einzelkonkurrenz des Turniers von Newport. 1987 gewann er zusammen mit Ivan Lendl das Turnier von Adelaide im Doppel über das australische Duo Peter Doohan/Laurie Warder.  Im Doppel kam er in diesem Jahr bis Platz 132 in der Rangliste. Im August 1990 beendete Scanlon seine Profikarriere.

## Nach der Karriere
Nach seiner Karriere gründete Bill Scanlon die Dallas Youth Foundation, die zum Ziel hat, Kindern das Tennisspiel beizubringen und sportliches Benehmen und Fairness zu lehren. Am 1. Juni 2021 starb er an einer Krebserkrankung.

## Erfolge
| Legende                |
| Grand Slam             |
| Saisonendveranstaltung |
| Masters Series         |
| Grand Prix (9)         |

| ATP-Titel nach Belag |
| Hartplatz (3)        |
| Sand (0)             |
| Rasen (3)            |
| Teppich (3)          |

### Einzel

#### Turniersiege
| Nr. | Datum             | Turnier   | Belag     | Finalgegner      | Ergebnis                |
| --- | ----------------- | --------- | --------- | ---------------- | ----------------------- |
| 1.  | 2. Oktober 1978   | Maui (1)  | Hartplatz | Peter Fleming    | 6:2, 6:0                |
| 2.  | 1. Oktober 1979   | Maui (2)  | Hartplatz | Peter Fleming    | 6:1, 6:1                |
| 3.  | 5. Januar 1981    | Auckland  | Hartplatz | Tim Wilkison     | 6:7, 6:3, 3:6, 7:6, 6:0 |
| 4.  | 8. März 1981      | Salisbury | Teppich   | Vijay Amritraj   | 3:6, 6:2, 6:4, 3:6, 6:4 |
| 5.  | 16. November 1981 | Bangkok   | Teppich   | Mats Wilander    | 6:2, 6:3                |
| 6.  | 28. März 1982     | Zürich    | Teppich   | Vitas Gerulaitis | 7:5, 7:6, 1:6, 0:6, 6:4 |
| 7.  | 7. Juli 1986      | Newport   | Rasen     | Tim Wilkison     | 7:5, 6:4                |

#### Finalteilnahmen
| Nr. | Datum             | Turnier    | Belag         | Finalgegner     | Ergebnis           |
| --- | ----------------- | ---------- | ------------- | --------------- | ------------------ |
| 1.  | 16. Januar 1977   | Birmingham | Teppich (i)   | Jimmy Connors   | 3:6, 3:6           |
| 2.  | 9. April 1977     | Jackson    | Teppich (i)   | Brian Teacher   | 3:6, 3:6           |
| 3.  | 18. Oktober 1982  | Wien       | Hartplatz (i) | Brian Gottfried | 1:6, 4:6, 0:6      |
| 4.  | 31. Oktober 1982  | Paris      | Hartplatz (i) | Wojciech Fibak  | 2:6, 2:6, 2:6      |
| 5.  | 29. November 1982 | Chicago    | Teppich (i)   | Wojciech Fibak  | 2:6, 6:2, 3:6, 4:6 |
| 6.  | 13. Dezember 1982 | Hartford   | Teppich (i)   | Ivan Lendl      | 2:6, 4:6, 5:7      |
| 7.  | 1. August 1983    | Columbus   | Teppich (i)   | Brian Teacher   | 6:7, 4:6           |
| 8.  | 4. Januar 1987    | Adelaide   | Rasen         | Wally Masur     | 4:6, 6:7           |

### Doppel

#### Turniersiege
| Nr. | Datum            | Turnier  | Belag | Partner          | Finalgegner                | Ergebnis      |
| --- | ---------------- | -------- | ----- | ---------------- | -------------------------- | ------------- |
| 1.  | 16. Oktober 1977 | Brisbane | Rasen | Vitas Gerulaitis | Mal Anderson Ken Rosewall  | 7:6, 6:4      |
| 2.  | 4. Januar 1987   | Adelaide | Rasen | Ivan Lendl       | Peter Doohan Laurie Warder | 6:7, 6:3, 6:4 |

#### Finalteilnahmen
| Nr. | Datum             | Turnier    | Belag       | Partner         | Finalgegner                | Ergebnis      |
| --- | ----------------- | ---------- | ----------- | --------------- | -------------------------- | ------------- |
| 1.  | 16. Januar 1977   | Birmingham | Teppich (i) | Billy Martin    | Wojciech Fibak Tom Okker   | 3:6, 4:6      |
| 2.  | 6. März 1977      | Monterrey  | Teppich (i) | Billy Martin    | Ross Case Wojciech Fibak   | 6:3, 3:6, 4:6 |
| 3.  | 3. März 1980      | Rotterdam  | Teppich (i) | Brian Teacher   | Vijay Amritraj Stan Smith  | 4:6, 3:6      |
| 4.  | 10. November 1980 | Wembley    | Teppich (i) | Eliot Teltscher | Peter Fleming John McEnroe | 5:7, 3:6      |
| 5.  | 5. Januar 1981    | Auckland   | Hartplatz   | Tony Graham     | Ferdi Taygan Tim Wilkison  | 5:7, 1:6      |